# Muzeum Wojska Polskiego

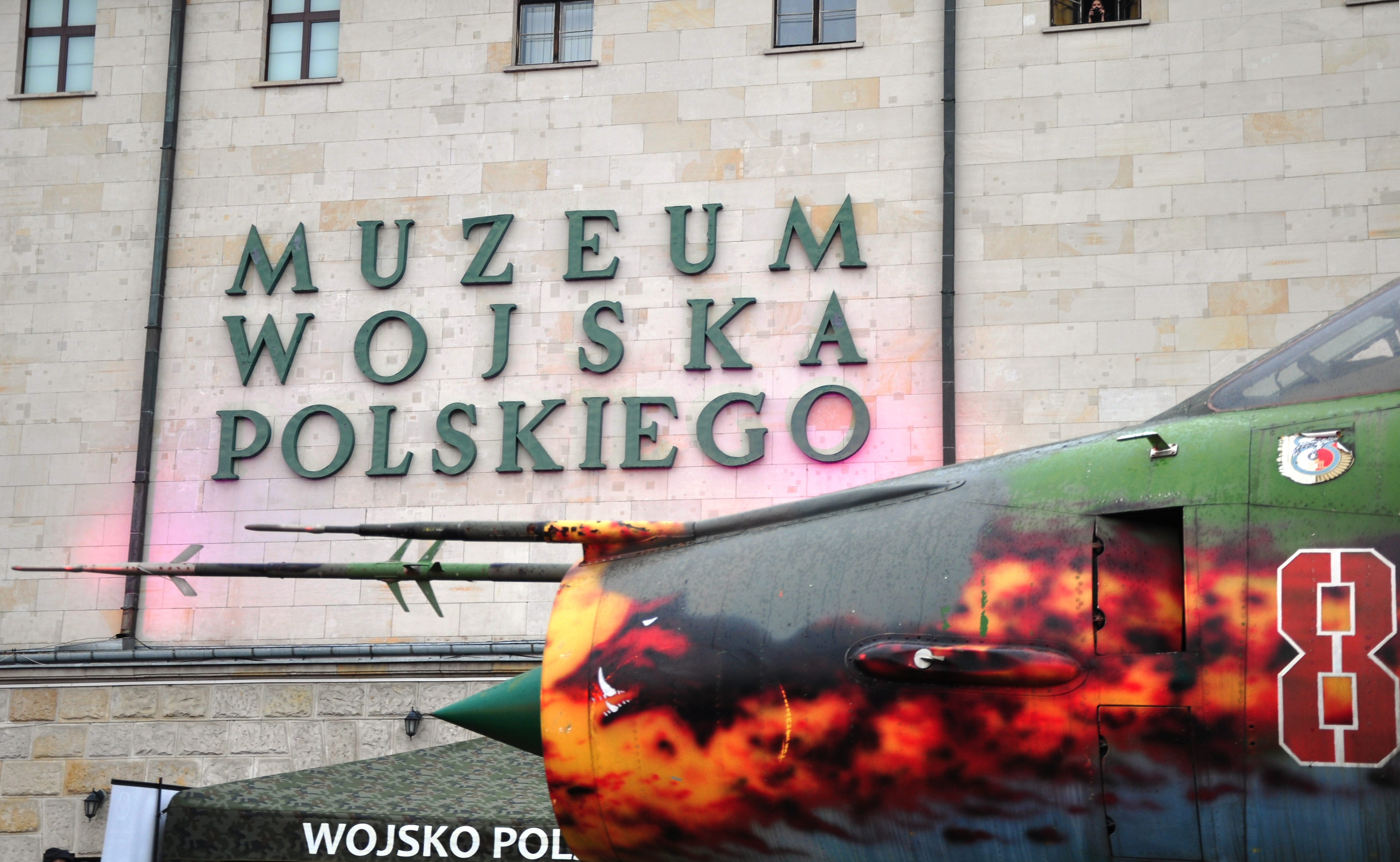
Das Museumsgebäude, im Vordergrund ein Suchoi-Jagdbomber

Das Museum der polnischen Armee (poln. Muzeum Wojska Polskiego) wurde am 22. April 1920 per Dekret des Marschalls Józef Piłsudski gegründet. Es zeichnet die Militärgeschichte Polens nach und ist großteils in einem Seitenflügel des polnischen Nationalmuseums in Warschau untergebracht. Das Museum verfügt über mehrere Außenstellen in Warschau und ist mit einem Bestand von über 250.000 Exponaten das größte Militärmuseum Polens und das zweitgrößte Museum Warschaus.

## Geschichte

### Zwischen den beiden Weltkriegen
Bereits im Januar 1919 war von einer Gruppe junger polnischer Offiziere um den Leutnant Karol Zyndram Maszkowski die Einrichtung des Muzeum Wojsk („Armeemuseum“) im Warschauer Königsschloss initiiert worden. Hier wurden hauptsächlich Exponate aus dem Ersten Weltkrieg aufbewahrt. Dieses Museum bestand rund 18 Monate. Am 22. April 1920 wurde aus verwaltungsorganisatorischen Gründen per Dekret ein zunächst namensgleiches Museum (Muzeum Wojsk) gegründet. Es übernahm die Sammlung im Stadtschloss. Das neue Museum befand sich zusammen mit dem Nationalmuseum in der Warschauer Altstadt in einem ehemaligen Basilianer-Klostergebäude an der Podwale-Straße 15. Organisator und erster Leiter des Museums war Bronisław Gembarzewski, ein Pionier-Oberst der polnischen Armee und späterer Militärhistoriker. Dem Publikum wurde der Bestand erstmals im Jahr 1922 zugänglich gemacht. 1923 wurde die Sammlung durch Rückgabe von polnischen Exponaten aus der UdSSR erweitert. 1929 wurden Ausstellungsstücke aus dem polnischen Museum in Rapperswil aus der Schweiz übertragen. Weitere Exponate kamen aus Beständen der polnischen Armee sowie aus privaten Sammlungen (wie der von Wincenty Krasiński).
Im Jahr 1933 erfolgte der Umzug in ein neu errichtetes Museumsgebäude an der Aleje Jerozolimskie 3 in der Warschauer Innenstadt. Am 8. August 1934 wurde das Museum wieder für die Öffentlichkeit geöffnet. Treibende Kraft beim Umzug und der Neugestaltung war der langjährige Vorsitzende des Museumskuratoriums Kazimierz Sosnkowski.

### Von 1939 bis 1989
Bei Ausbruch des Zweiten Weltkrieges verfügte das Museum über rund 30.000 Ausstellungsstücke. Während der Besetzung Polens durch deutsche Truppen wurden die Bestände teilweise nach Deutschland gebracht. Im Jahr 1944 erfolgte die Namensänderung zu Muzeum Wojska Polskiego („Museum der polnischen Armee“). Nach Rückgabe der nach Deutschland verfrachteten Ausstellungsstücke konnte das Museum 1946 wieder seinen Betrieb aufnehmen.
Der Bestand des Museums wuchs vor allem durch die Übergabe von Waffen und Uniformen derjenigen polnischen Militärverbände, die während des Zweiten Weltkrieges in Westeuropa eingesetzt wurden. Deutschland musste die 1939 erbeuteten Standarten zurückgeben, von der UdSSR wurden eine Kanone aus dem 17. Jahrhundert und weitere historische Exponate übergeben. Nach 1989 wurden weitere Gegenstände von Russland zurückgegeben.

### Nach 1989

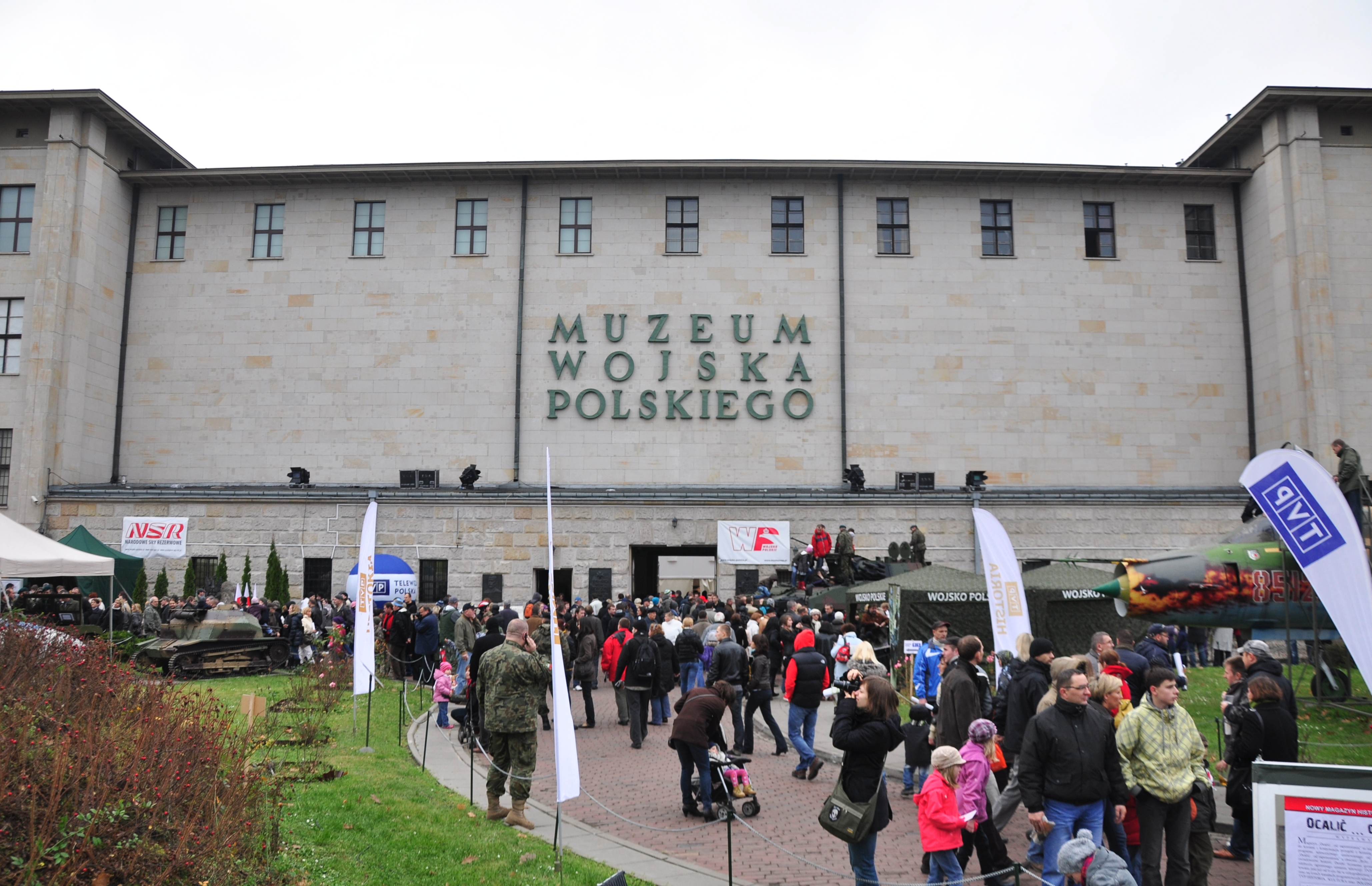
Außenbereich vor dem Museumseingang am polnischen Unabhängigkeitstag 2010

1993 wurde im ehemaligen Czerniakowski-Fort als Außenstellen das Katyń-Museum sowie das Museum der polnischen Militärtechnik (Muzeum Polskiej Techniki Wojskowej) eröffnet. Eine weitere Außenstelle ist die Sammlung der Kunstgalerie des Museums der polnischen Armee (Galeria Sztuki Muzeum Wojska Polskiego) in der Krakowskie-Przedmieście-Straße 11.
Die Sammlungen des Museums beinhalten über 100.000 Gegenstände, 80.000 Illustrationen, 30.000 Dokumente, 30.000 historische Bücher und 11.000 Zeitschriften oder Zeitungen. Darüber hinaus besitzt das Museum eine umfangreiche Fachbibliothek sowie eine Restaurations-Werkstatt. Den Vorteilen – Zugang zu weiteren Ausstellungsstücken – dieser Anbindung stehen Nachteile wie die Beschränkung der Erwerbstätigkeit gegenüber. Das Museum ist Mitglied des International Committee for Museums of Arms and Military History (ICOMAM) sowie des Polish National Committee of the International Council of Museums (ICOM-Poland) beim International Council of Museums (ICOM).

## Übersicht der Sammlungen
Die ausgestellten Gegenstände betreffen im Wesentlichen die Geschichte der polnischen Armee vom Mittelalter bis zur Neuzeit. Dazu gehören Rüstungen, Hieb-, Stich- und Feuerwaffen, Uniformen, Standarten, Orden, Reitzubehör, Marine- und Luftwaffenausrüstung sowie Jagd- und Sportwaffen. Gezeigt werden auch militärische Ausrüstungsgegenstände aus anderen Teilen Europas (15.–19. Jahrhundert) und der Welt (16.–19. Jahrhundert). Ergänzt werden diese Sammlungen durch Exponate aus dem Bereich der Ballistik.
Die Kunstsammlungen setzen sich zusammen aus Schlachtengemälden, Stichen, Postern und Zeichnungen. Außerdem werden umfangreiche Bestände an Karten, Büchern, Fotografien und sonstigen Dokumenten aufbewahrt, allerdings nur teilweise präsentiert.

## Die Ausstellungsthematik
Die ersten Ausstellungsräume beschäftigen sich mit der Entwicklung Polens von den Anfängen des Militär- und Staatswesens bis zum Höhepunkt militärischer Stärke im 17. Jahrhundert. Anschließend folgen anarchieähnliche Verhältnisse im 18. Jahrhundert, welche in den drei polnischen Teilungen münden. Weitere Säle sind der Teilnahme polnischer Truppen an den Napoleonischen Kriegen sowie den beiden nationalen Aufständen 1830 und 1861 gewidmet. Der Schwerpunkt der Ausstellungen liegt jedoch im 20. Jahrhundert und hier besonders im Zweiten Weltkrieg.

## Bedeutende Exponate
Wichtige Ausstellungsstücke des Museums sind die Schwerter bzw. Säbel der Könige Stefan Batory und Stanisław August Poniatowski, des Prinzen Józef Poniatowski, des Marschalls Edward Rydz-Śmigły, des Hetmans Jan Zamoyski und der Generäle Jan Henryk Dąbrowski, Józef Piłsudski sowie Marian Langiewicz.
Ausgestellt werden auch Rüstungen und Helme bedeutender polnischer und litauischer Herrscher und Feldherren: so eine Zischägge aus dem 10.–11. Jahrhundert von Mieszko I. oder Bolesław Chrobry, die Turnierrüstung „Żabi pysk“ (aus Nürnberg, um 1530), die Reiteruniform des litauischen Hetmans Krzysztof Radziwiłł Piorun und der Paradehelm des Hetmans Jan Amor Tarnowski aus dem 16. Jahrhundert sowie die Husarenuniform von Stanisław Skórkowski, eine Parade-Kettenrüstung von König Jan Kazimierz und ein Schuppenpanzer  aus dem 17. Jahrhundert.
Bemerkenswert sind auch ein Streitkolben im türkischen Stil aus der zweiten Hälfte des 17. Jahrhunderts des Hetmans Stanisław Jan Jabłonowski sowie die Sättel von Stefan Czarniecki, Stanisław Leszczyński (ein Krönungssattel), Napoleon Bonaparte (benutzt während des Ägyptenfeldzuges 1799) und des Generals Jan Henryk Dąbrowski.
Außerdem sind die Uniformen von bedeutenden polnischen Offizieren wie Józef Haller, Jan Kozietulski, Zygmunt Berling, Jan Henryk Dąbrowski, Stanisław Sosabowski, Władysław Sikorski, Kazimierz Sosnkowski, Stanisław Rostworowski, Wacław Sieroszewski und Józef Piłsudski ausgestellt.
Schließlich werden die Generalmütze von Tadeusz Kościuszko, die Fahne der Sensen-Kämpfer (Kosynierzy) des antirussischen Kościuszko-Aufstandes aus dem Jahr 1794, ein Schwert sowie eine gotische Reliquie des Hochmeisters des Deutschen Ritterordens, die während der Schlacht von Tannenberg von den siegreichen polnisch-litauischen Truppen erbeutet wurde, gezeigt.
Unter den ausgestellten Feuerwaffen befindet sich eine Pistole von Józef Antoni Poniatowski, eine Maschinenpistole „Mors“ (von der es weltweit nur noch drei Exemplare gibt), eine Błyskawica-MP von 1943, ein schweres Maschinengewehr wz. 30 und eine Pistolet Vis wz. 35 aus einer Prototypenserie.
Schließlich befinden sich im Museumsbesitz die Werke bedeutender Künstler wie Józef Brandt, Józef Chełmoński und Wojciech Kossak sowie Skulpturen von Xawery Dunikowski, Michał Kamieński und Edward Wittig.

### Dauerausstellungen
- Bewaffnete polnische Einheiten des Mittelalters
- Die polnische Armee zur Zeit der Renaissance
- Die Geschichte des polnischen Militärs von 1576 bis 1648
- Die polnische Armee in der zweiten Hälfte des 17. Jahrhunderts
- Die polnische Armee in sächsischer Zeit
- Zeit der Aufklärung und des Kościuszko-Aufstandes
- Polnische Legionen in Italien und die Armee des Herzogtums Warschau
- Die Armee des Königreichs Polen und der Novemberaufstand 1830–31
- Der Januaraufstand von 1863
- Die paramilitärischen polnischen Organisationen im frühen 20. Jahrhundert
- Wege zur Unabhängigkeit (1914–1945)
- Die polnische Armee 1921–1939
- Polens Abwehrkrieg 1939
- Der bewaffnete Widerstand im besetzten Land (1939–1947)
- Die polnische Armee im Osten (1943–1945)
- Die UN-Friedensmissionen der polnischen Armee

### Fotos ausgewählter Exponate im Innenbereich

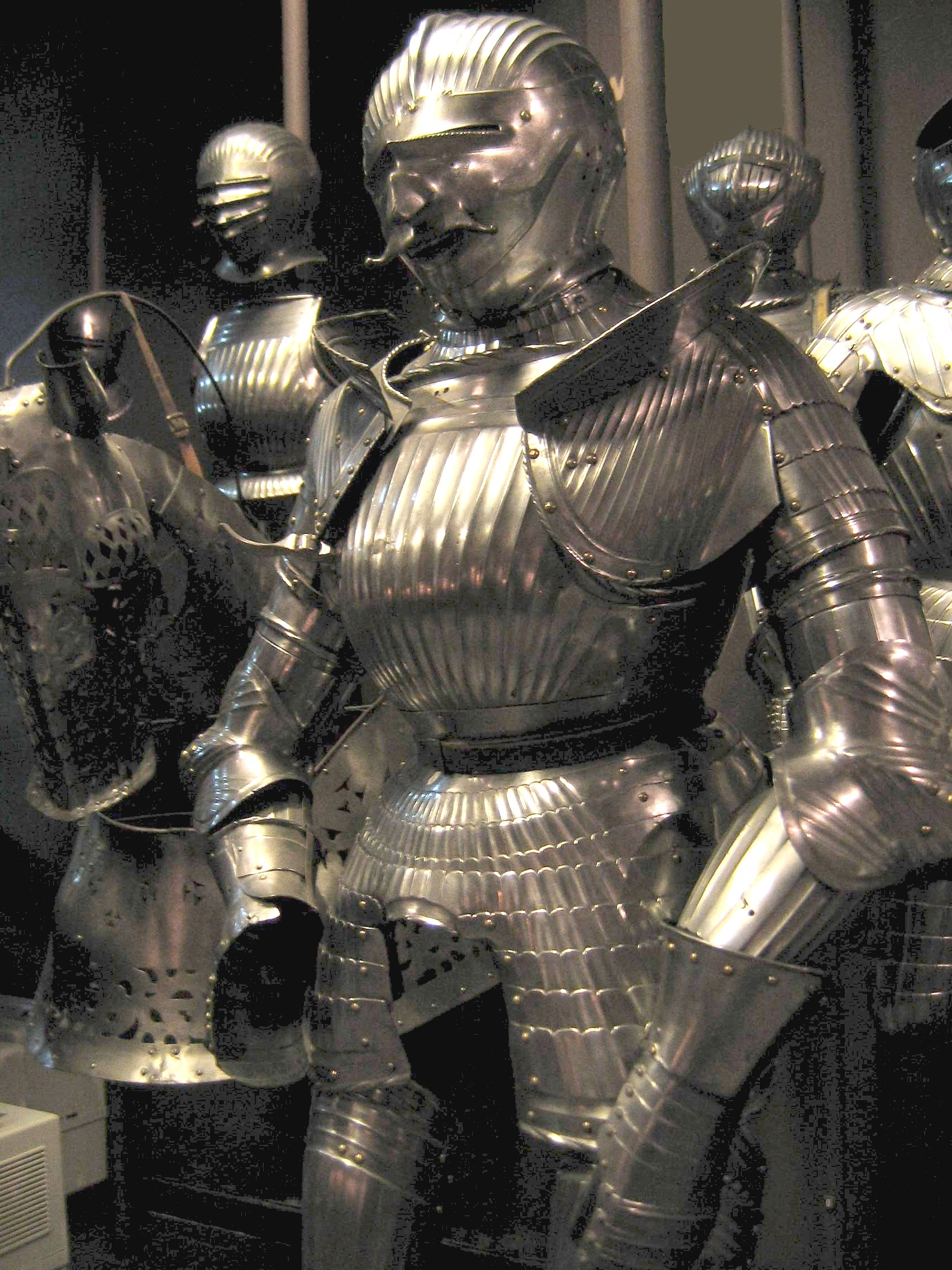
Polnische Rüstung aus dem 16. Jhd.
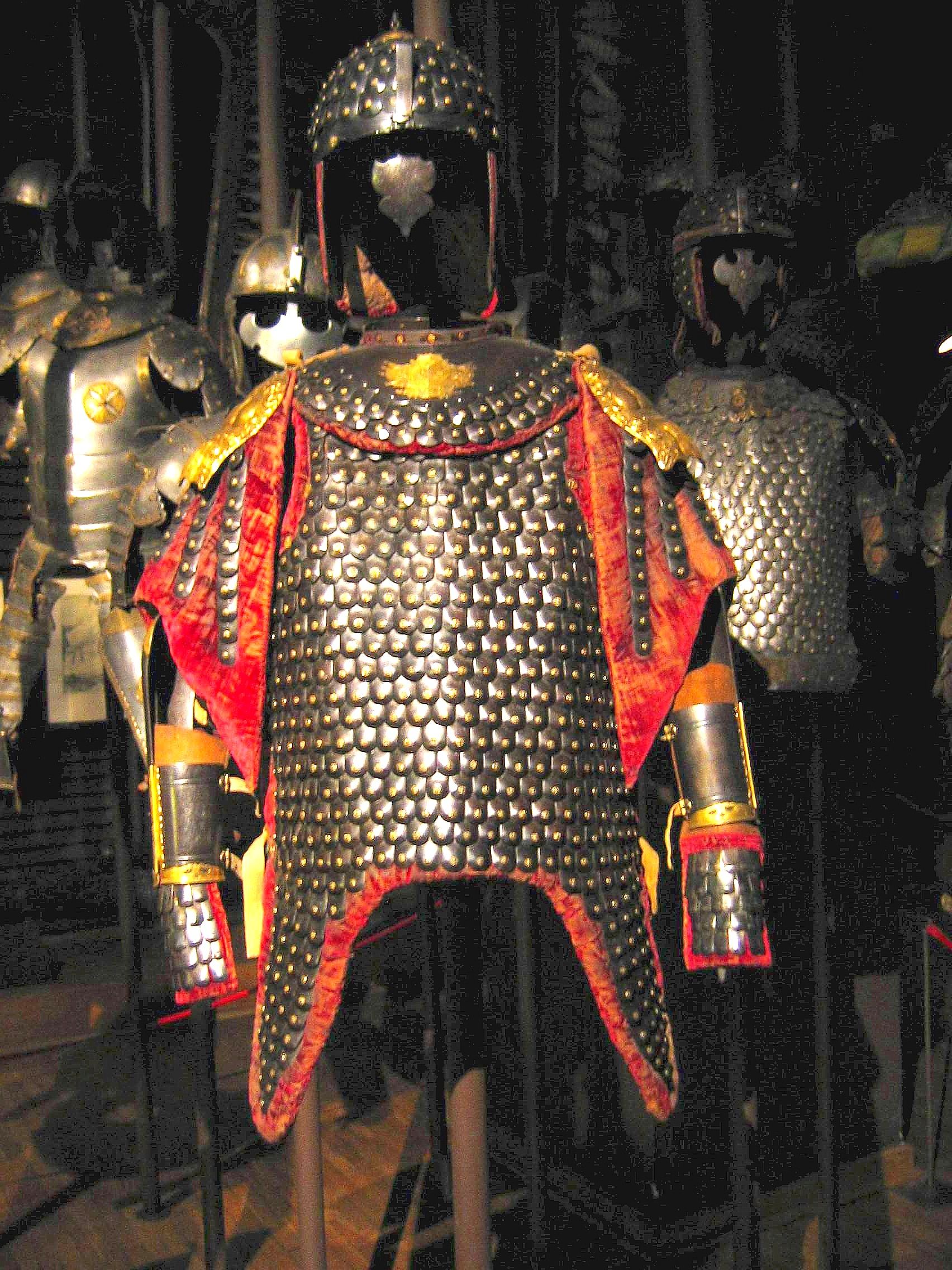
Polnischer Schuppenpanzer aus dem 17. Jhd.
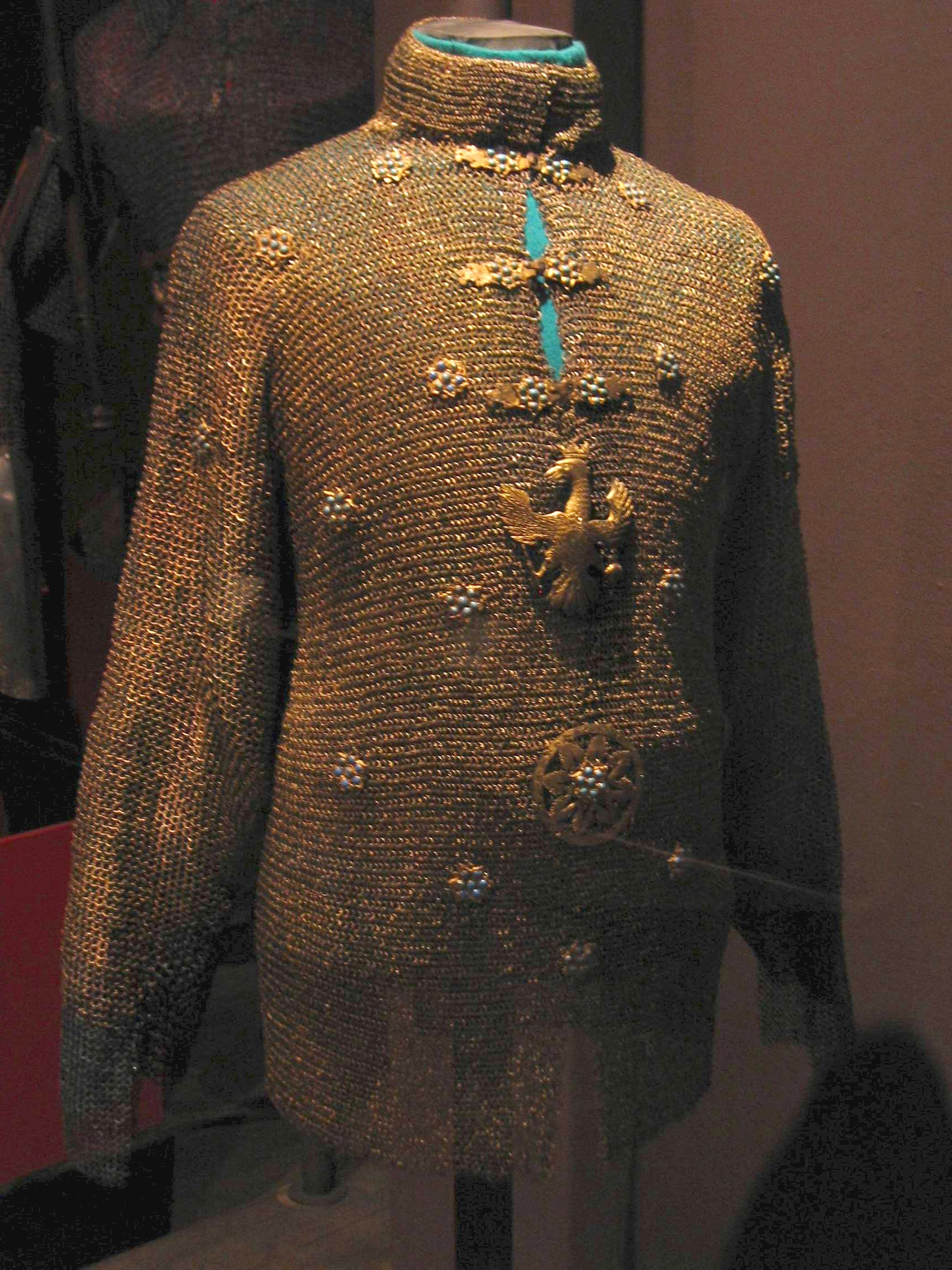
Parade-Kettenrüstung von König Jan Kazimierz aus dem 17. Jhd.
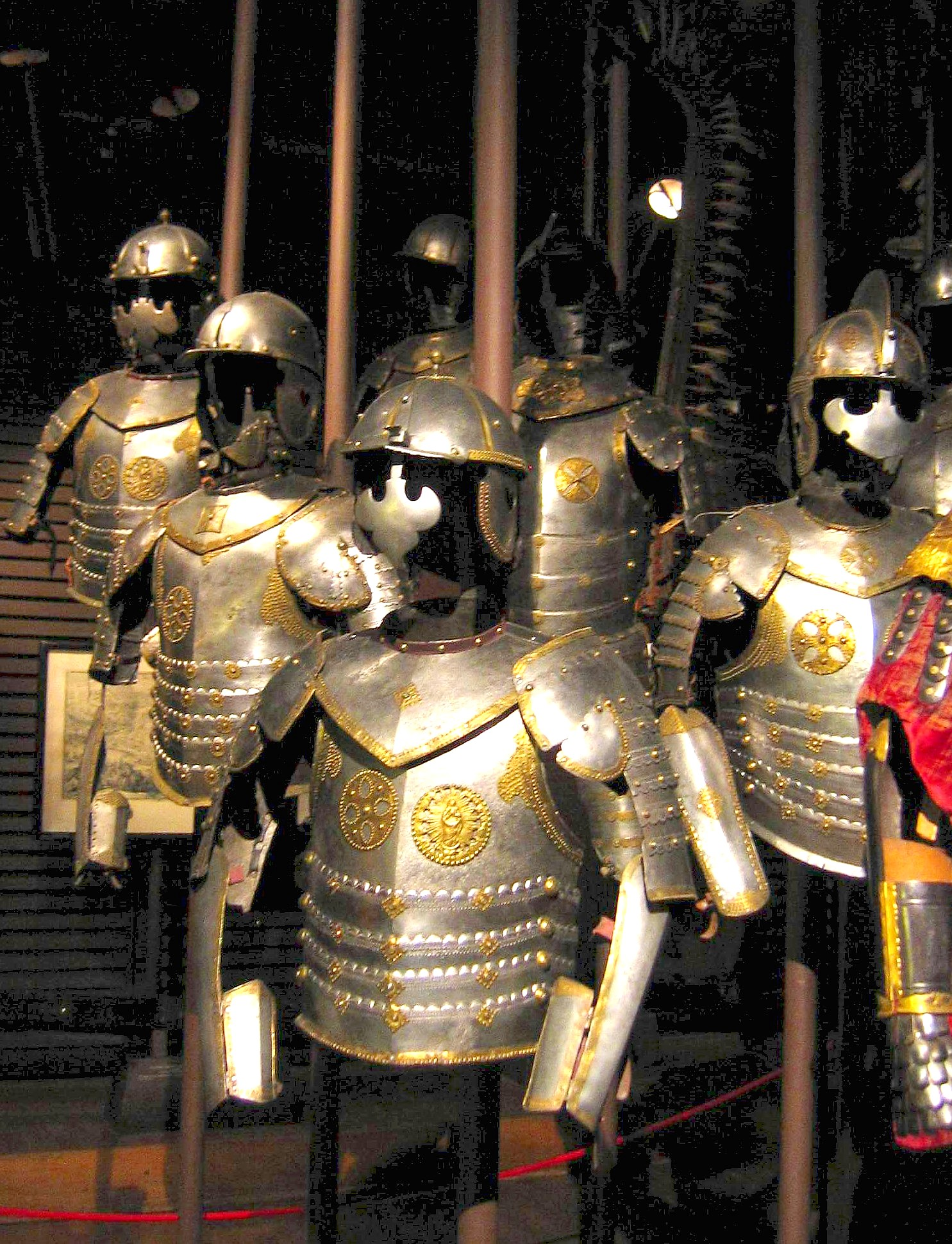
Polnische Husarenrüstungen aus dem 17. Jhd.

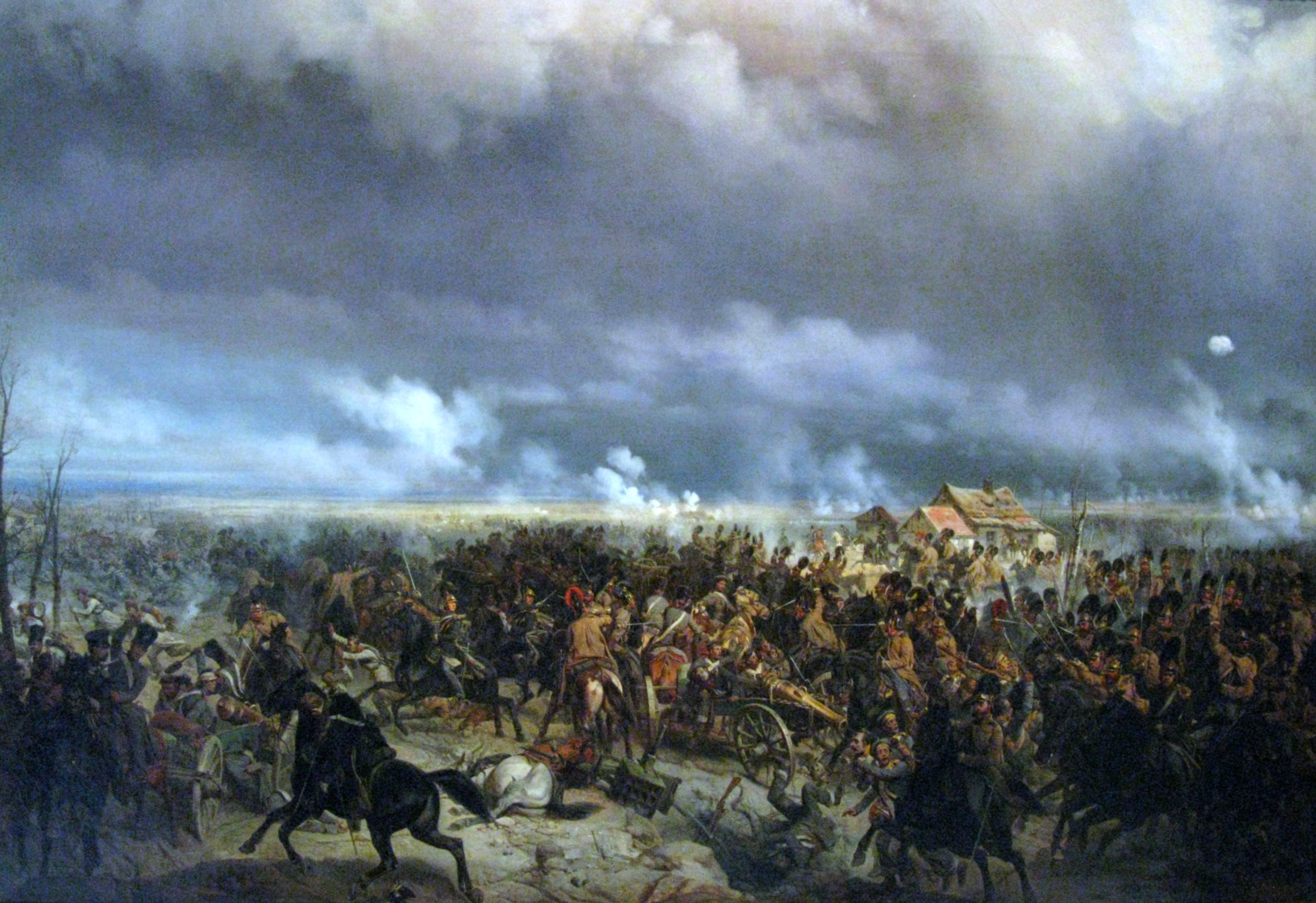
Bogdan Willewalde: Die Schlacht bei Grochów (1831)
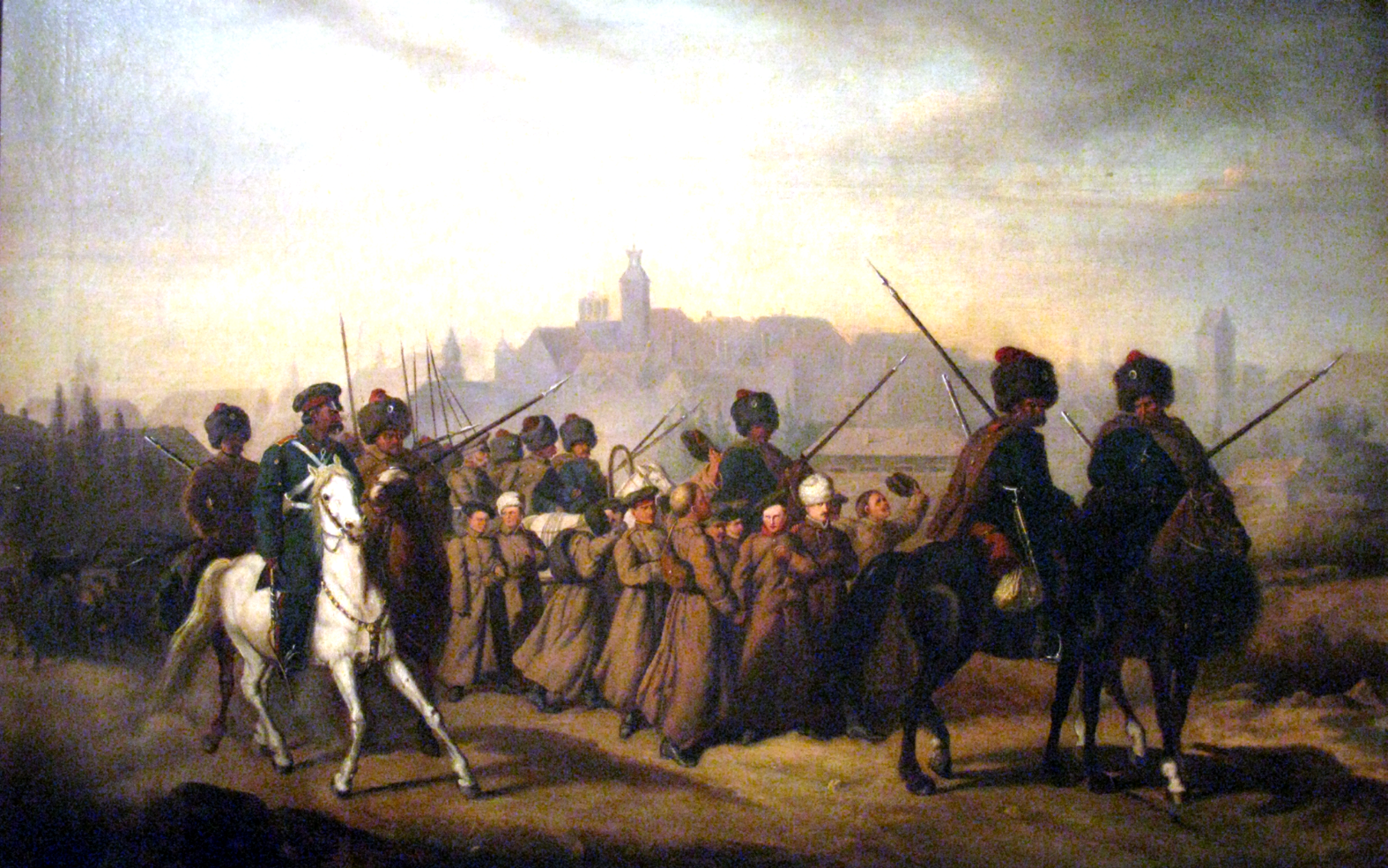
Aleksander Sochaczewski: Polnische Soldaten in der russischen Armee (1863)
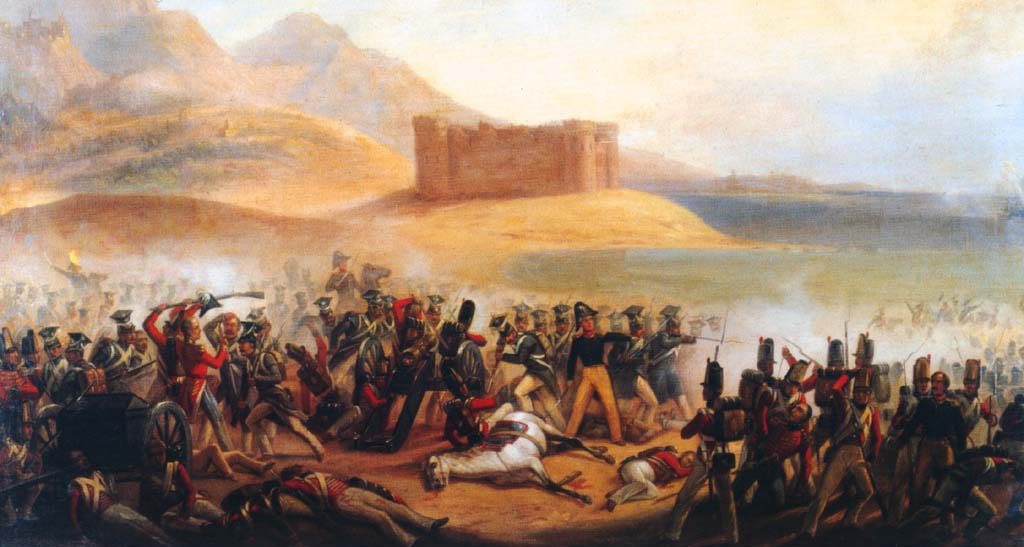
January Suchodolski: Die Schlacht von Fuengirola
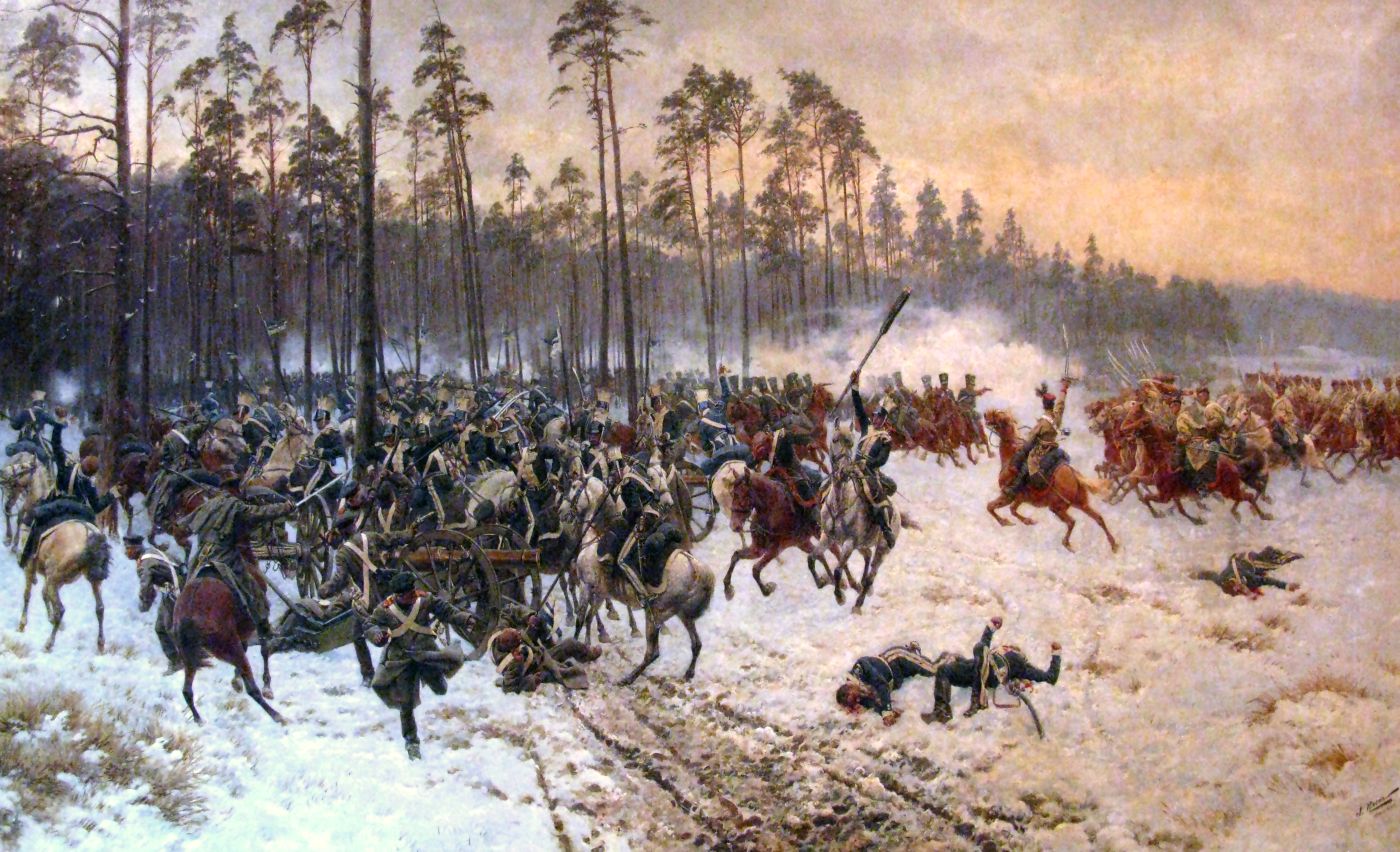
Jan Rosen: Die Schlacht bei Stoczek (1831)

### Außenbereich
Auf dem Gelände vor dem Museumseingang befindet sich schweres Militärgerät, welches vorwiegend aus dem Zweiten Weltkrieg stammt. Ein Großteil der dem Museum gehörenden gepanzerten Fahrzeuge, Flugzeuge, LKWs und Kanonen werden in der Zweigstelle im Czerniakowski-Fort im Muzeum Polskiej Techniki Wojskowej ausgestellt. Nur ausgewählte Einzelstücke werden im Außenbereich des Museums der Polnischen Armee gezeigt.
An Luftfahrzeugen befinden sich hier eine TS-8 Bies, eine TS-11 Iskra, ein PZL-130 Orlik, eine PZL I-22 Iryda, eine An-26, eine MiG-23, eine Su-20 sowie eine IL-2. Gepanzerte Fahrzeuge sind neben anderen durch eine TKS-Tankette, einen T-34 mit 76-mm-Kanone von 1942 und den im Warschauer Aufstand verwendeten Panzerwagen Kubuś vertreten. Weiterhin gibt es fünf Kanonenläufe, die etwa zur Jahrhundertwende des 16./17. Jahrhunderts in Nieśwież für Mikołaj Radziwiłł gegossen und in der Nähe des Schlosses bei Zabierz gefunden wurden und eine Bofors-WZ-36-Panzerabwehrkanone.

### Fotos ausgewählter Exponate im Außenbereich

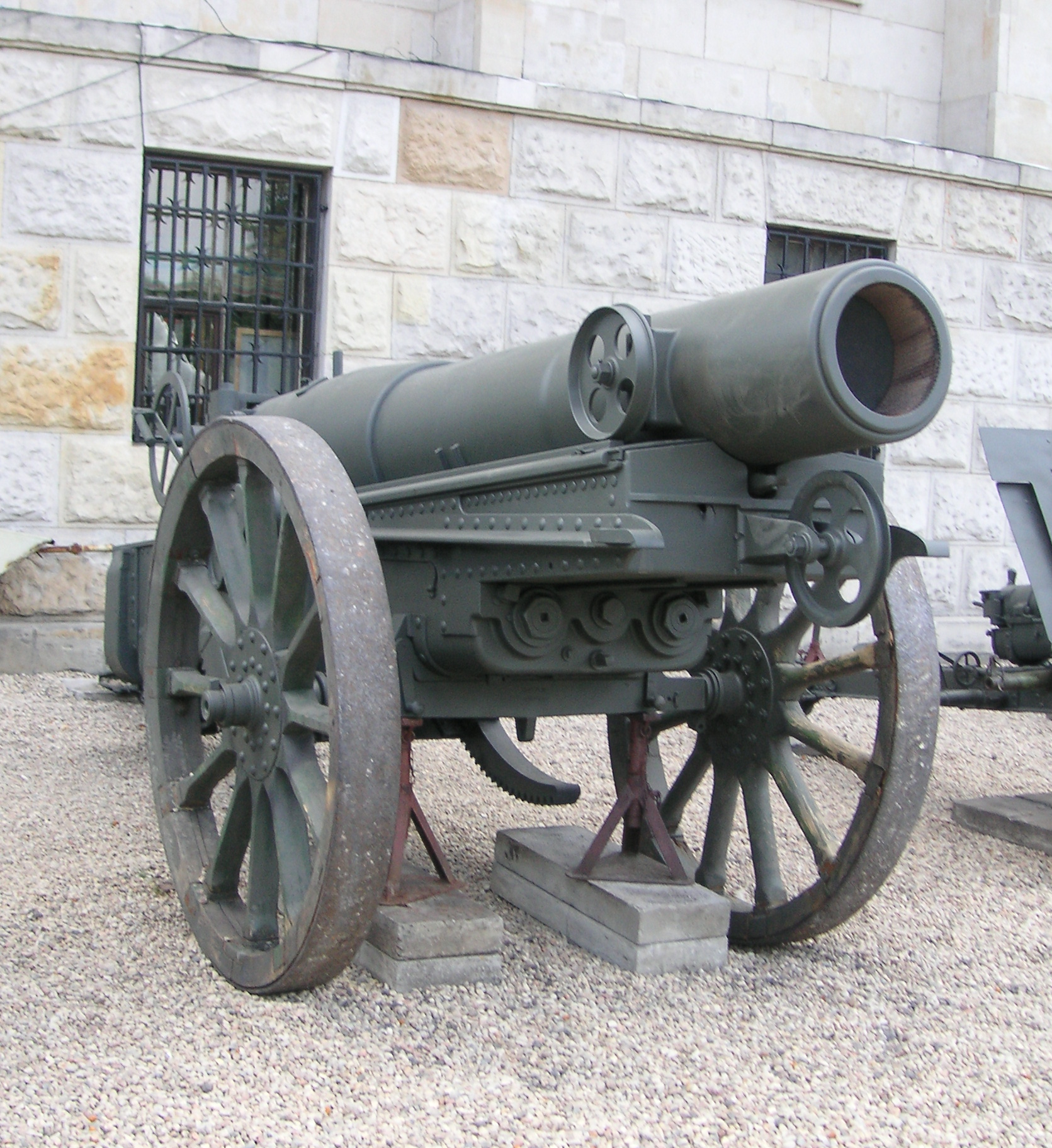
Französischer Schneider-Mörser (Modell 280) von 1914
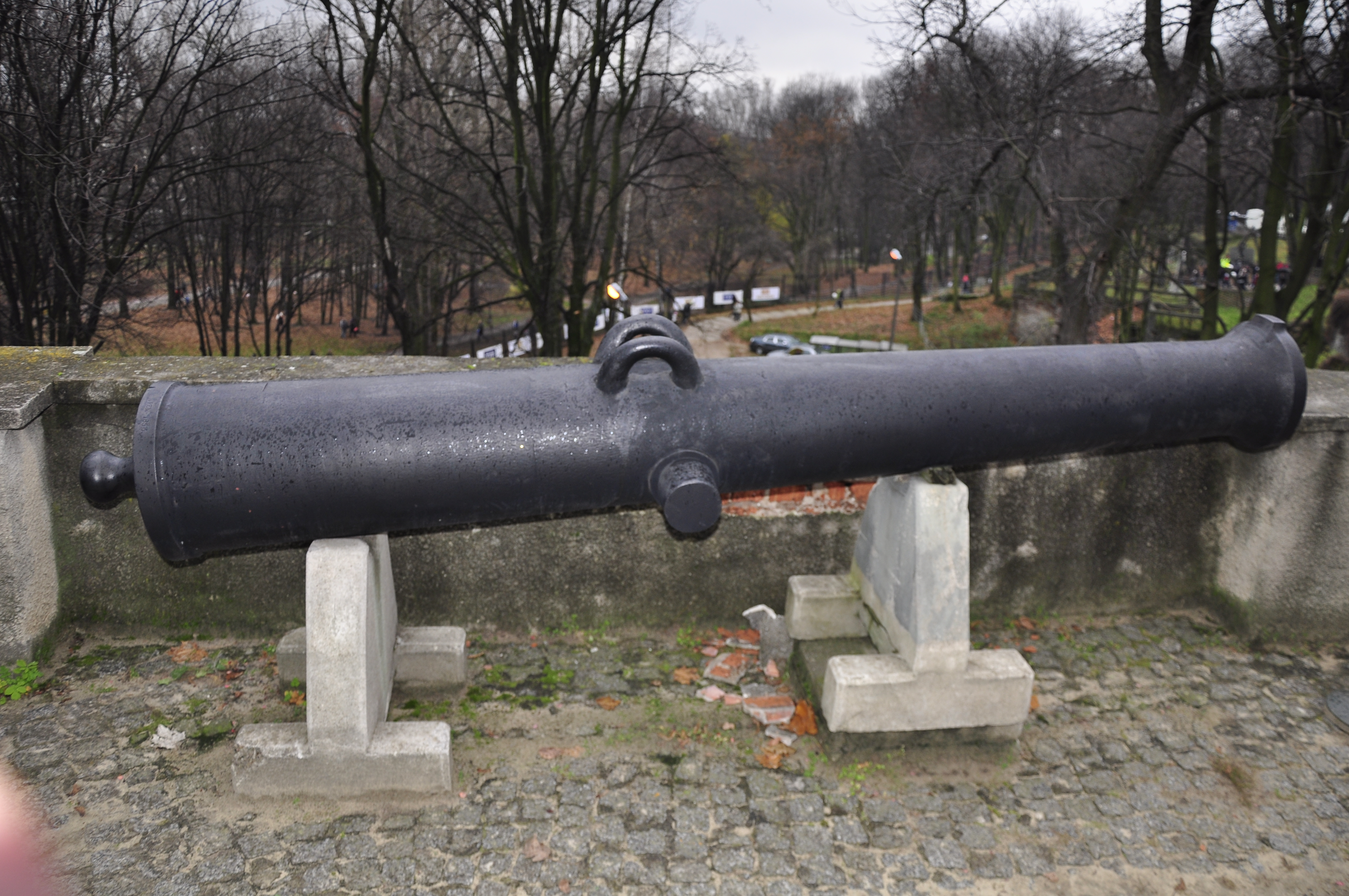
118-mm-Kanonenlauf einer österreichischen Festungskanone von 1853
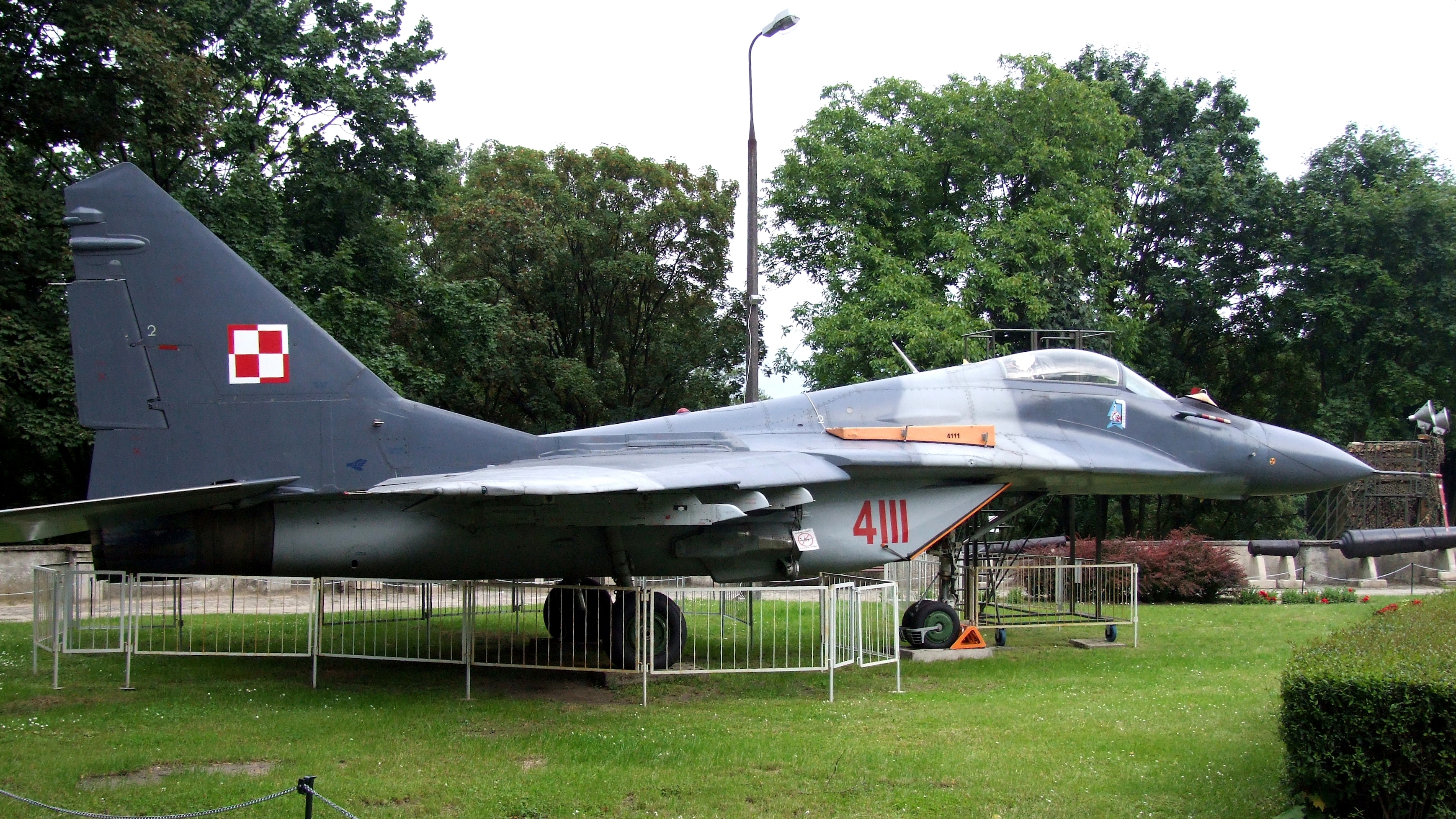
MiG-29 der polnischen Streitkräfte
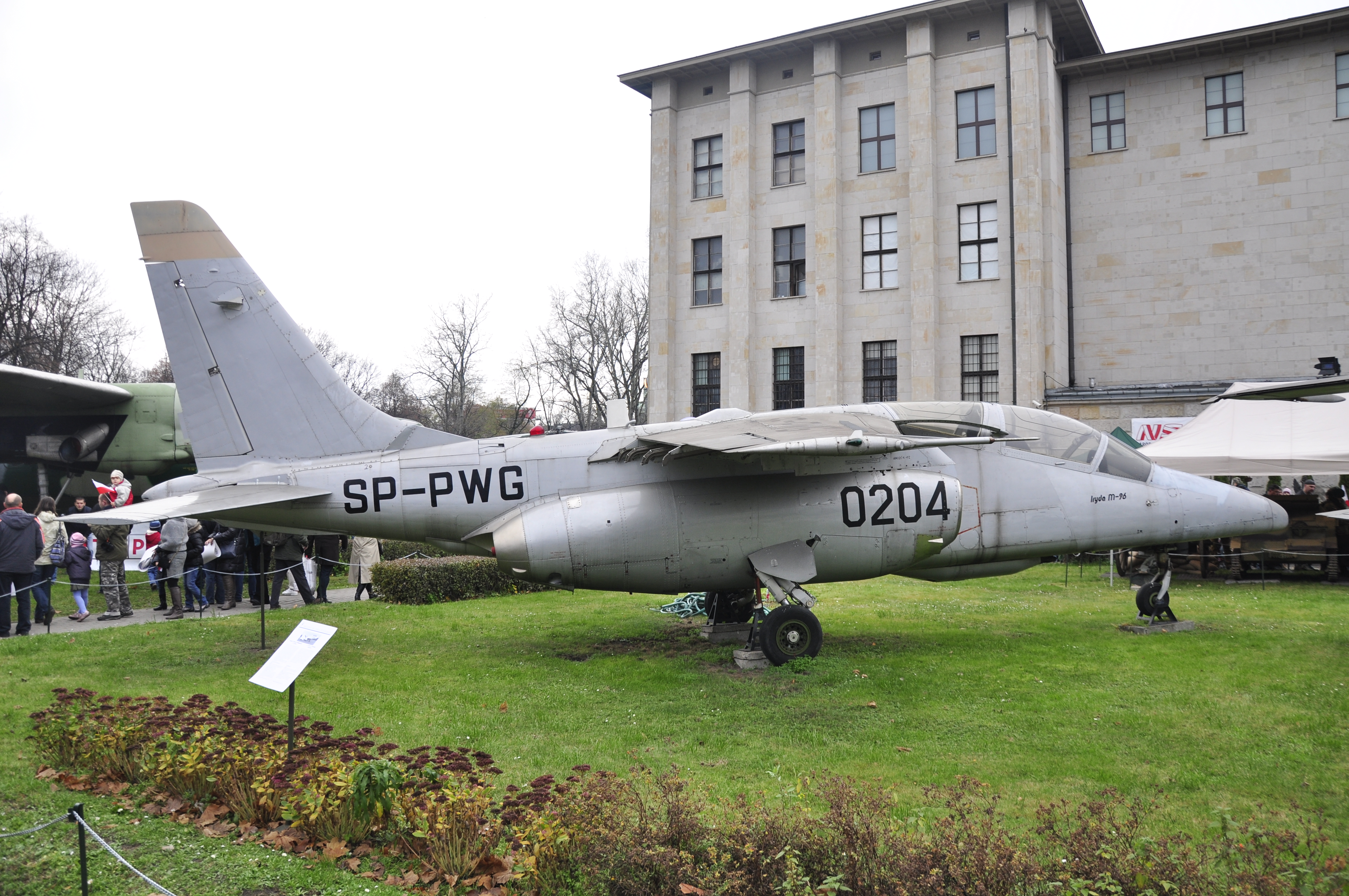
Zweistrahliges Trainingsflugzeug PZL I-22 Iryda
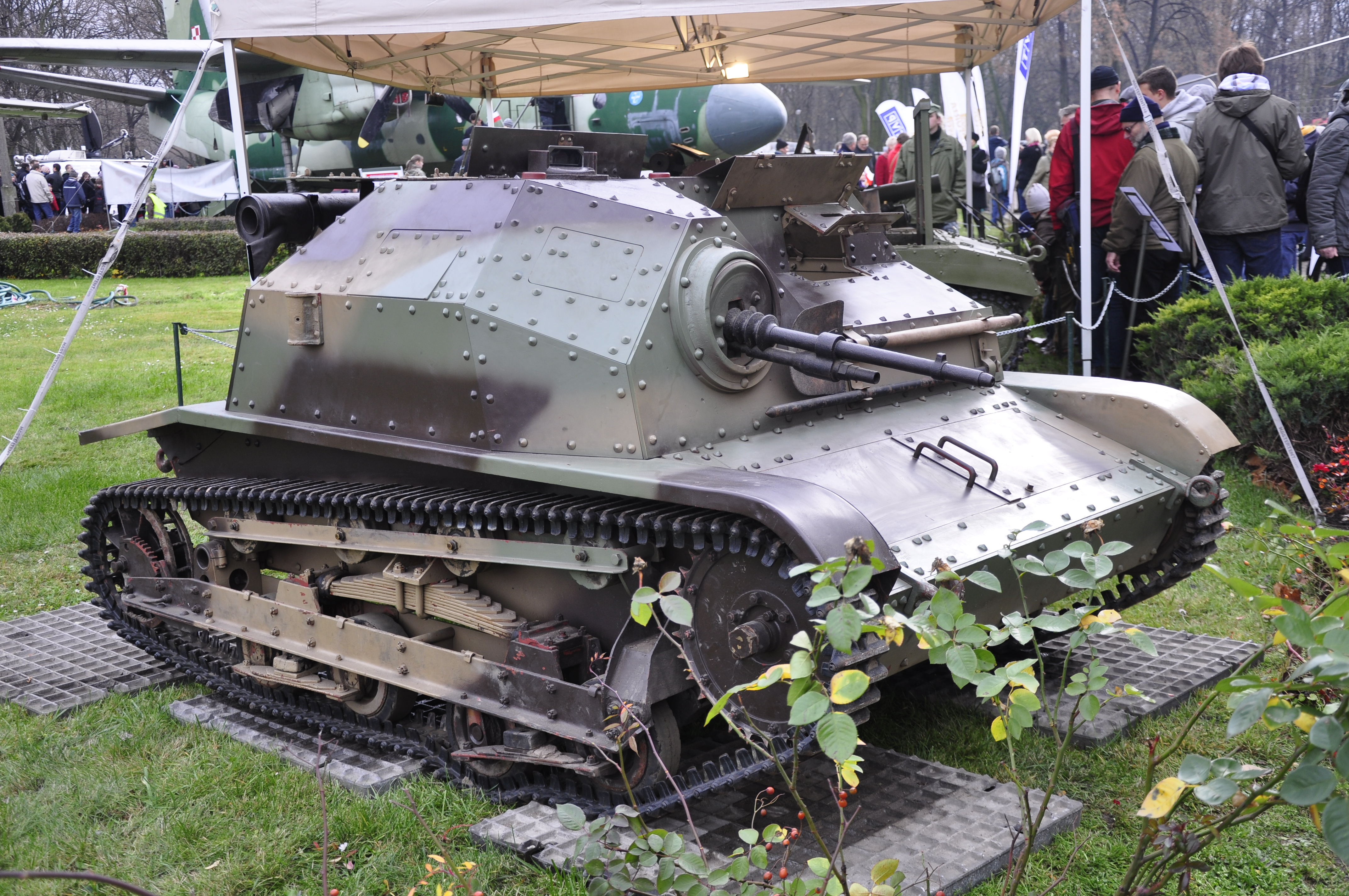
Polnische TKS-Tankette mit 7,9-mm-Hotchkiss-Maschinengewehr
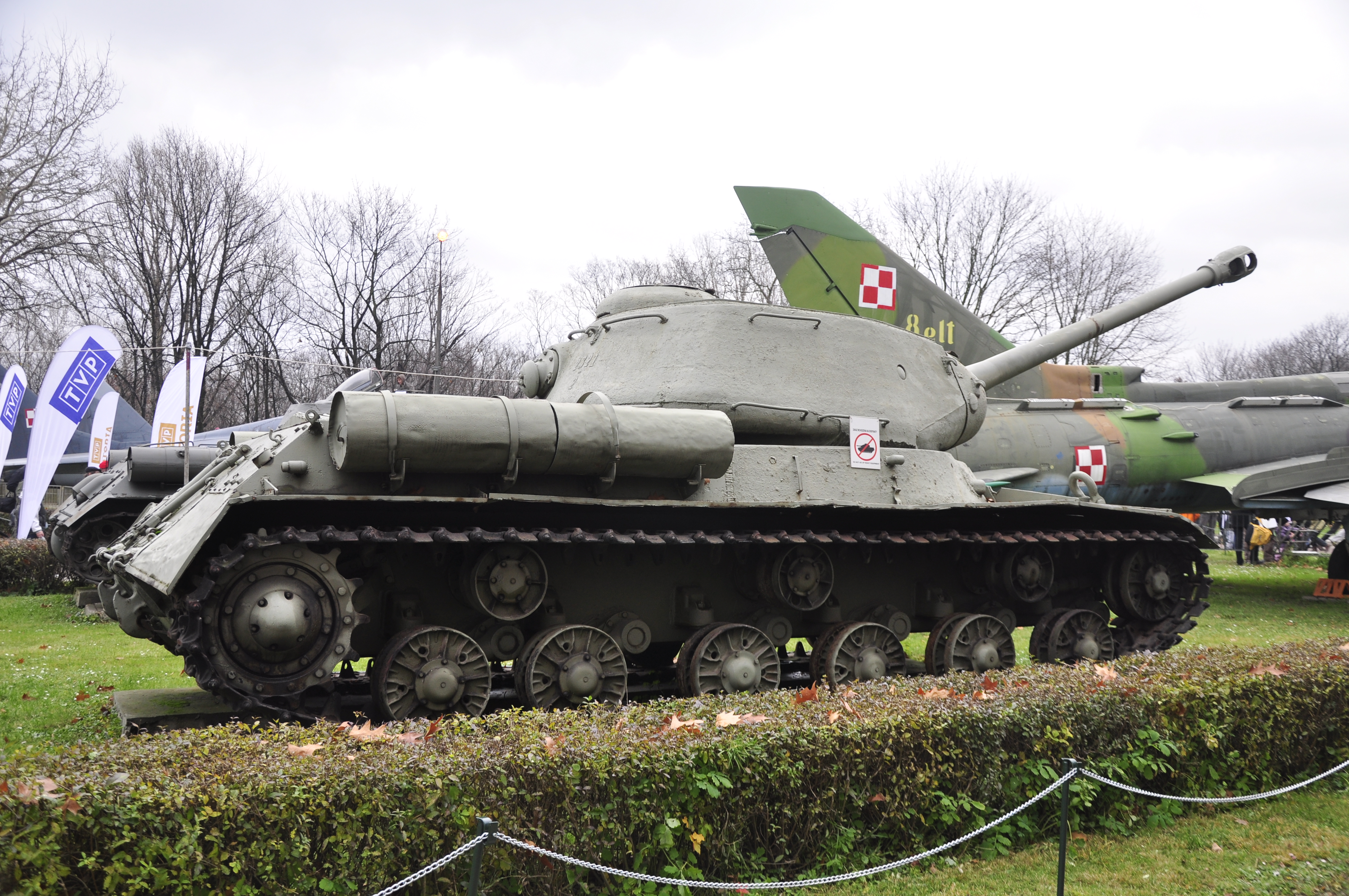
Schwerer Kampfpanzer IS-2 mit 122-mm-Kanone
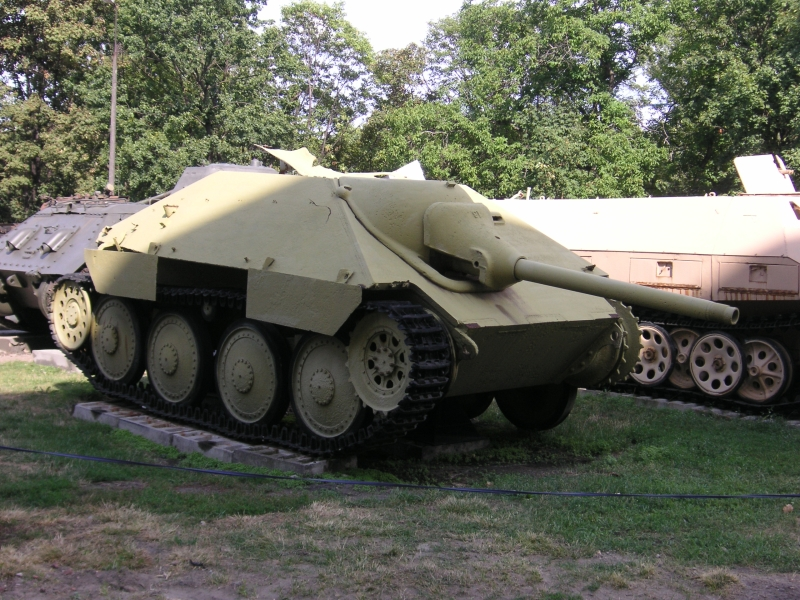
Deutscher Jagdpanzer 38
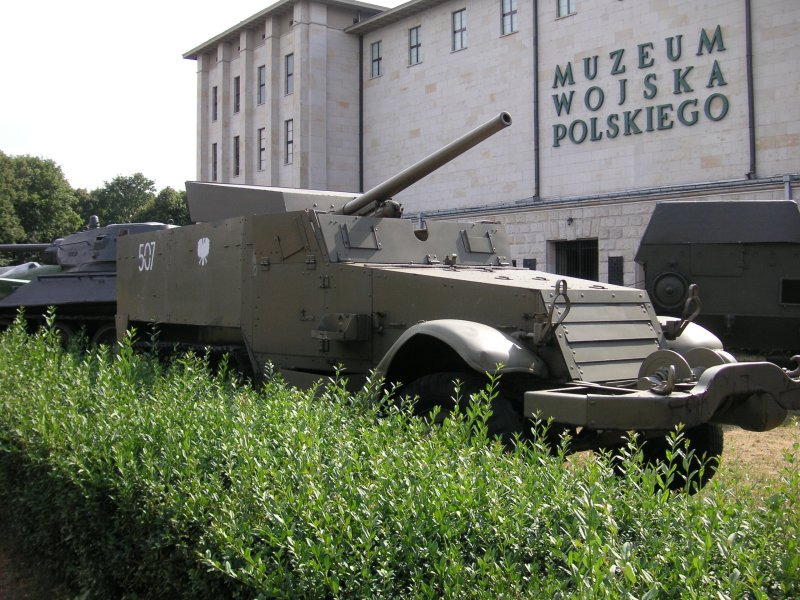
Ein M3 Halbkettenfahrzeug mit 57-mm-Kanone

## Geplanter Neubau
Am 15. Dezember 2008 kündigte das Museum eine internationale Architektur-Ausschreibung zu einem Neubau in der Zitadelle Warschau in Warschaus Stadtteil Żoliborz an. 
Das neue Museum soll dem Erfolgskonzept des Museums des Warschauer Aufstandes folgend multimedial ausgestattet und im Jahr 2015 fertiggestellt sein. Es wird voraussichtlich 480 Millionen Złoty kosten. Das neue Museum soll 20.000 Exponate ausstellen können (bislang können nur rund 2.000 Stücke des Bestandes gezeigt werden). Die derzeitigen Museumsräumlichkeiten in der Aleje Jerozolimskie soll das Nationalmuseum übernehmen.